# Paul Temple und der Fall Marquis
Paul Temple und der Fall Marquis (Originaltitel: Paul Temple Returns) ist ein britischer Kriminalfilm aus dem Jahr 1952. Es ist der vierte und letzte Kinofilm, der auf einem Paul-Temple-Hörspiel von Francis Durbridge beruht. Der Film fand am 24. November 1952 seine Uraufführung und lief in den amerikanischen Kinos unter dem Titel Bombay Waterfront.

## Handlung
Der Meisterdetektiv Paul Temple wird von Scotland Yard gebeten, in dem mysteriösen Fall der Marquis-Morde die Ermittlungen zu unterstützen. Mehrere Leichen wurden bereits gefunden, die alle einen Zettel bei sich hatten, auf denen das Wort 'Marquis' zu lesen war. Temple, der gerade in den USA weilt, soll dort Nachforschungen über das jüngste Opfer des geheimnisvollen Hintermannes anstellen: Rita Cartright. Doch ehe er dies tun kann, erhält er bereits eine Drohung des Marquis. Zurück in London, wird auch seine Wohnung verwüstet. Ein gewisser Roger Storey sucht Temple auf und sagt, dass seiner Meinung nach der renommierte Archäologe Sir Felix Raybourne der Marquis sei. Dieser war mit allen Opfern befreundet. Temple besucht den Forscher und erfährt, dass dieser bei seiner letzten Entdeckung etwas Gefährliches für die Menschheit mitgebracht hat.

## Die anderen Paul Temple-Filme
Vor Paul Temple und der Fall Marquis wurden drei Filme produziert, ab dem zweiten übernahm John Bentley die titelgebende Rolle.
- Der grüne Finger (1946)
- Wer ist Rex? (1948)
- Jagd auf "Z" (1950)

Für 2015 ist eine deutschsprachige DVD-Veröffentlichung der Filme geplant, hier lauten die Filmtitel Paul Temple und der grüne Finger, Paul Temple – Wer ist Rex? sowie Paul Temple – Jagd auf „Z“.

## Sonstiges
Christopher Lee spielt eine für ihn später typische Rolle: einen zwielichtigen Charakter.
Der Film wurde im Gegensatz zu den ersten drei Temple-Abenteuern nie auf Deutsch synchronisiert und erhielt erst für seine deutschsprachige DVD-Veröffentlichung des Labels Pidax film media Ltd. am 11. September 2015 eine Synchronfassung.
Die Geschichte basiert auf dem Hörspiel „Paul Temple Intervenes“, das Francis Durbridge bereits 1942 als Achtteiler schrieb. Im Jahr 1944 erschien die Romanfassung „Paul Temple Intervenes“. Das Hörspiel wurde nicht ins Deutsche übersetzt, der Roman erschien 2023 jedoch unter dem Titel Paul Temple und die Marquis-Morde erstmals auf Deutsch.

## DVD-Veröffentlichungen
Der Film erschien im englischsprachigen Raum 2009 von Renown Pictures, 2015 bringt Pidax eine Erstsynchronisation auf den Markt, die umfangreiches Bonusmaterial beinhaltet (neben Audiokommentar auch ein Interview mit dem Sohn von Francis Durbridge und eine noch nie übersetzte Paul-Temple-Kurzgeschichte).

## Belege
1. 1 2  http://krimiserien.heimat.eu/durbridge/f-paul-temple-returns.htm
2. ↑  http://krimiserien.heimat.eu/durbridge/ueberblick.htm